# Conseil des Seize

Plan de Paris au XVIe siècle. Musée Carnavalet.

Les Seize, également appelé conseil des Seize et faction des Seize, est le nom que portait un conseil formé de bourgeois ligueurs de Paris appartenant à la Ligue, lorsque celle-ci contrôlait la capitale, et qui exerça une influence toute puissante jusqu’en 1591.

## Contexte
Au XVIème siècle, Paris, qui compte alors environ 10 000 maisons et 200 000 habitants intra-muros, est composé de seize quartiers, dont treize occupent la rive droite de la Seine (la Ville), un l'île de la Cité et deux la rive gauche (la Montagne Sainte-Geneviève ou l'Université). La gestion quotidienne de ces quartiers est sous la responsabilité du prévôt des marchands, qui siège en place de Grève, à l'Hôtel de Ville. Chaque quartier est dirigé par un quartenier (ou colonel), notable local, qui commande dix dizainiers (ou capitaines) responsables chacun d'une dizaine d'hommes couvrant quelques pâtés de maisons et rassemblés pour constituer la milice municipale.
Cette organisation municipale bourgeoise, héritée des vieilles franchises médiévales, doit cependant compter avec le pouvoir royal. Ce dernier s'incarne en la double présence d'un Gouverneur militaire et d'un prévôt de Paris, qui siège au grand Châtelet, secondé par un lieutenant civil, un lieutenant criminel et un lieutenant de police. Dans chaque quartier l'autorité royale est relayée par deux commissaires de police.
Enfin, chaque quartier, correspondant à une ou plusieurs paroisses, vit au rythme des célébrations religieuses et des prêches qui les accompagnent.
Au-dessus des institutions municipales et à côté du pouvoir royal : le Parlement de Paris. Il juge en appel, pour la moitié nord du royaume, les procès des ressorts inférieurs, mais également les causes impliquant la Couronne et le roi, y compris la fiscalité. Enregistrant (ou non) les édits royaux, ile Parlement est devenu le rempart de la société face aux velléités absolutistes de la monarchie française; C'est une institution solide, comprenant la grand'chambre, celles des Enquêtes et des Requêtes, ainsi que la Tournelle. Il a autorité sur la cour des Comptes, celles des Aides et des Monnaies.
Lors de la huitième guerre de Religion, la Ligue avait d'abord réorganisé Paris en cinq quartiers, mais après l'entrée dans Paris du duc de Guise, la journée des Barricades (12 mai 1588) et la fuite d'Henri III, les seize quartiers reprennent leurs droits, chacun dirigé par un bureau de neuf personnes dont les présidents constituent dès lors le Conseil des Seize, organe d'abord clandestin, puis ouvertement engagé dans l'action.

## Protagonistes

### Henri III et le parti royal
Henri III, tentant de garder la main sur des événements qui lui échappent, joue, pendant la huitième guerre de religion, un jeu ambigu vis-à-vis de la Ligue et vis-à-vis des Guise. Cette ambiguïté sera levée lors de l'assassinat des deux chefs de la maison de Lorraine. Chassé de Paris, il entre en campagne pour reprendre le contrôle de sa capitale et fait pour cela alliance avec le roi de Navarre, qu'il reconnaîtra, sur son lit de mort, comme son successeur.

### Henri de Navarre et le parti protestant
Les protestants (huguenots, réformés), qui luttent pour la liberté de culte, ont pour chef Henri de Navarre qui devient, après la mort du frère du roi, l'héritier désigné de la couronne de France. Sa légitimité est encore renforcée lorsqu'Henri III, mourant, le désigne formellement comme son successeur. Du point de vue dynastique, sa maison (les Bourbon) comporte des protestants et des catholiques.

### La Ligue
La Ligue (Ligue catholique, Sainte Ligue, Sainte Union) est un parti de catholiques qui s'est donné pour but la défense de la religion catholique contre le protestantisme. Elle recouvre en réalité deux partis, alliés objectifs dans leur opposition à l'avènement d'Henri IV : la Ligue nobiliaire et la Ligue bourgeoise et populaire. Outre la défense fanatique de la « vraie foi », que ces deux composantes partagent, la première défend les intérêts et privilèges des Grands du royaume, la seconde ceux de la bourgeoisie et du peuple contre les abus de la noblesse.

### LesGuise
Champions de la foi catholique, les Guise (Lorrains, Maison de Lorraine) reviennent sur le devant de la scène sous Henri III grâce à la Ligue. En 1588, le duc de Guise et les ligueurs parisiens (menés par les Seize) parviennent à chasser Henri III de la capitale. L'année suivante, la Ligue destitue le roi après l'assassinat des deux chefs de la maison de Lorraine. Leur frère survivant, Charles, duc de Mayenne, devient alors le principal opposant à l'avènement du roi protestant Henri IV.

### Les Politiques
Le parti des politiques, composé de modérés soucieux de la paix civile et opposés aux outrances religieuses, est partisan d'une solution négociée. Ses tenants sont considérés comme traîtres par la Ligue.

### L'Église catholiqueet laSorbonne
À Paris, l'université et le clergé, soutenu par le légat du Pape, épousent majoritairement les thèses de la Ligue concernant Henri III et les prétentions d' Henri IV. Leurs prédicateurs fanatiques attisent la haine des Protestants, des Politiques, des « tièdes », du roi et du prétendant au trône, en prônant et justifiant le régicide, particulièrement après l'assassinat du duc de Guise et de son frère le cardinal.

### Le parti espagnol
L'Espagne de Philippe II est intéressée à plusieurs titres à la huitième guerre de religion : la défense de la foi catholique, les prétentions dynastiques de l'Infante Isabelle-Claire-Eugénie et, enfin, le rabaissement du royaume de France. L'Espagne fournit des troupes à la Ligue (elles permettront de lever le siège de Paris) et ses diplomates financent la dissidence et complotent avec les Guise et avec les Seize.

## Chronologie de la Ligue parisienne et des Seize
Après la mort de Monsieur, duc d'Anjou et frère du roi Henri III (10 juin 1584), la question de la succession au trône de France devient cruciale pour le parti catholique, qui rejette la solution dynastique qui s'impose : celle d'Henri de Bourbon, roi de Navarre et membre éminent du parti protestant.
Alors que la Sainte Ligue reprend les armes dans tout le pays, à Paris, menacé par les troupes du roi de Navarre, émerge une ligue bourgeoise, puis populaire, qui agrège à la défense de la foi catholique une foule de griefs et de revendications fiscales accumulées depuis des décennies. Avec ses mignons, sa cour dissolue et ses dépenses somptuaires, Henri III devient la cible des plus durs des ligueurs parisiens, dont l'action, orchestrée par les Seize, va mobiliser, dès que cela sera nécessaire, la foule ameutée dans chaque quartier par les dizainiers et préalablement chauffée à blanc par les prêches des religieux appelant au tyrannicide.
Cette faction, qui exercera un temps, pendant le siège de Paris, un véritable pouvoir dictatorial et insurrectionnel, verra son influence diminuer sous les coups des factions concurrentes et des dissensions internes, pour se débander avec la victoire définitive d'Henri IV et sa conversion au catholicisme.

### Complot pour l'enlèvement du roi
Selon le procès-verbal rédigé par Nicolas Poulain, lieutenant de la prévôté d'Île-de-France, approché en janvier 1585 par les ligueurs parisiens et devenu agent infiltré du roi Henri III au sein de leur organisation, les objectifs des conjurés, issus pour la plupart de la bourgeoisie marchande, étaient multiples : préparer et exécuter l'enlèvement (pour les plus modérés) ou l'assassinat (pour les plus radicaux) du roi, dans le but de l'assujettir aux ordres de la Sainte Ligue ; établir une communication étroite avec le duc de Guise et s'assurer son appui dans cette entreprise ; préparer Paris et chaque grande ville de France à ce coup de force. Leur objectif affiché, la défense de la foi catholique, cache une ambition à la fois réactionnaire et révolutionnaire : la restauration d'un pouvoir municipal fort face aux menées de la royauté et de la noblesse.
Pour mener à bien leur dessein, les conjurés, qui préfigurent le conseil des Seize, se réunissent constamment les uns chez les autres et missionnent de nombreuses navettes auprès du duc de Guise et dans les provinces. En cachant leurs intentions réelles à l'égard du roi et en effrayant leurs interlocuteurs par la perspective d'une « Saint-Barthélemy à l'envers » dont seraient victimes les bons catholiques, il gagnent secrètement à leur cause les membres de l'administration municipale, du Parlement, de l'Université et des corporations (mariniers, bouchers, charcutiers, marchands de chevaux, etc.), tout en s'assurant le contrôle des prédicateurs et des quartiers. Ils font acheter en sous-main des armes et préparent, sans pouvoir les mener à bien, plusieurs attentats contre la personne du roi. Après ces échecs, ils envisagent une action à grande échelle autour du Louvre et imaginent, pour maîtriser le périmètre et filtrer les participants, d'ériger dans Paris un système de barricades, inaugurant ainsi ce qui deviendra le symbole des insurrections parisiennes jusqu'en mai 1968.

### Journée des Barricades

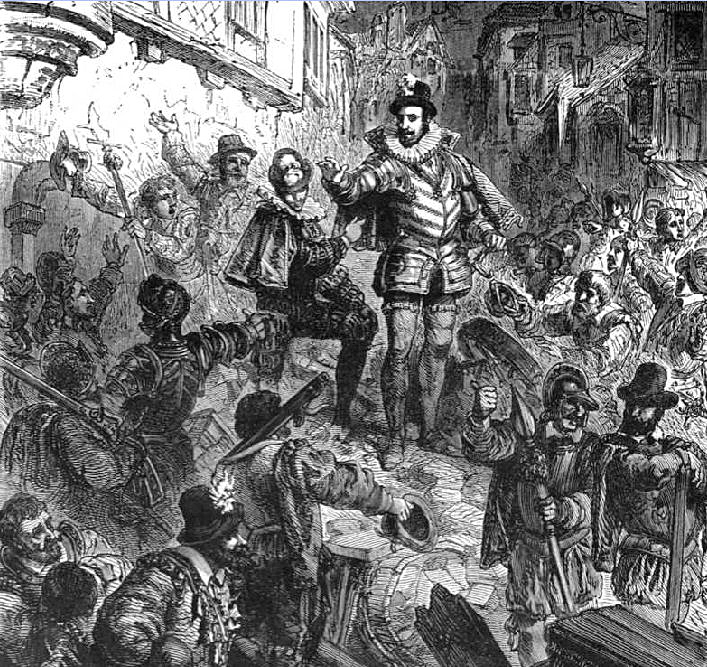
Le duc de Guise lors de la journée des barricades, par Paul Lehugeur.

Le 9 mai 1588, le duc de Guise, dont les ambitions royales sont à peine voilées, entre dans la capitale contre les ordres d'Henri III. Le 12 mai, le peuple de Paris, préparé, armé et ameuté par les Seize qui l'ont convaincu que la Cour prépare une « Saint-Barthélemy à l'envers », monte aux barricades planifiées par les conjurés et provoque la fuite du roi, qui quitte la ville précipitamment. Pendant que le duc de Guise, « roi de Paris », savoure sa victoire, les Seize s'emparent en quelques semaines des institutions municipales et des quartiers en y plaçant leurs affidés, profitant à l'occasion du désordre pour rançonner les bourgeois et piller leurs demeures.

### Assassinat des Guise

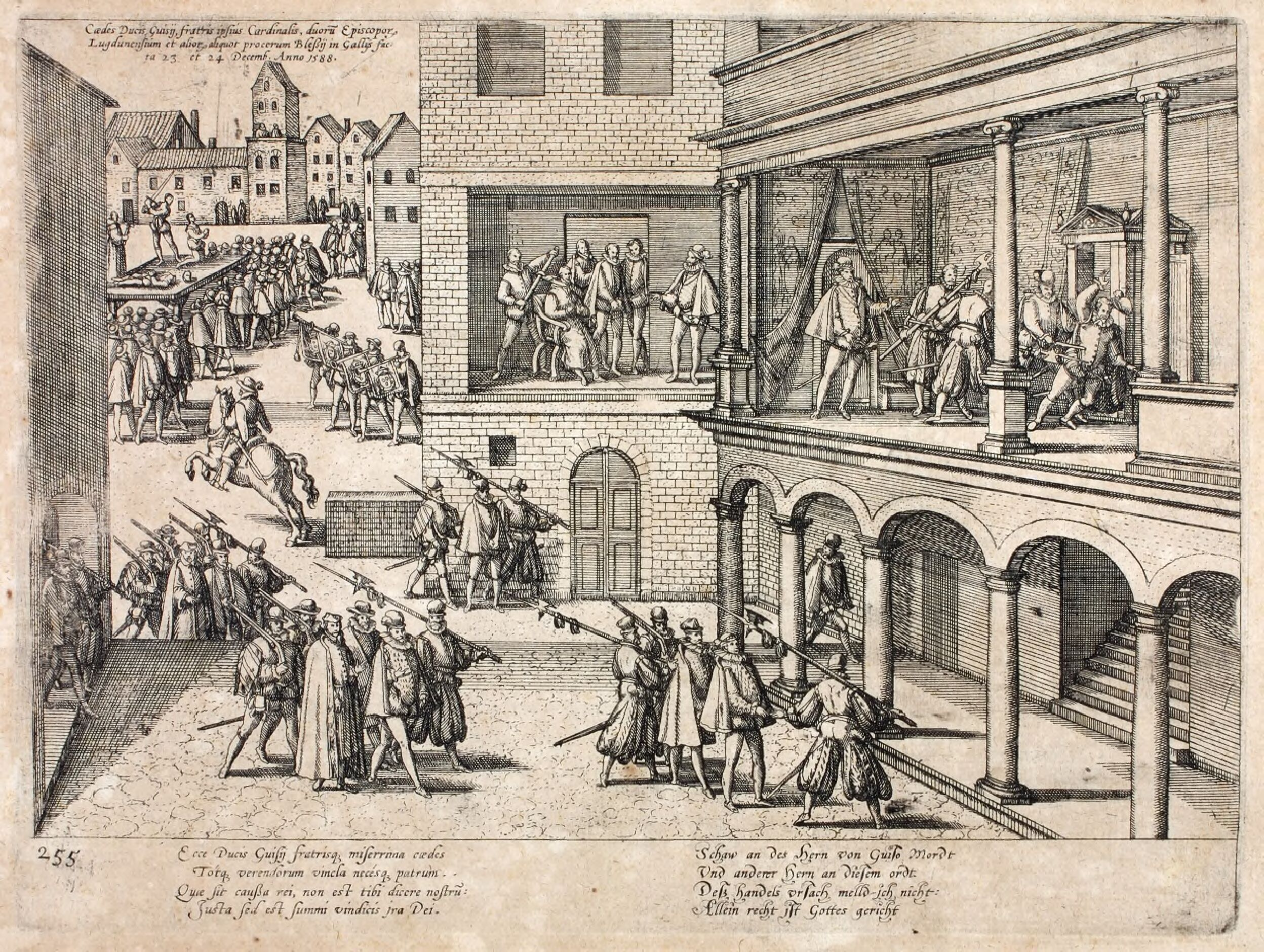
Assassinats du duc et du cardinal de Guise. Attribué à Franz Hogenberg (1535-1590).

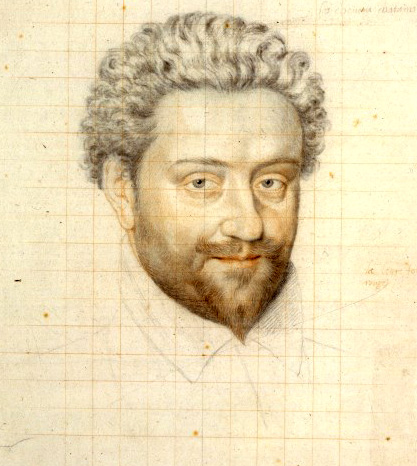
Charles de Lorraine, duc de Mayenne, lieutenant général de l'État et Couronne de France.

Pendant que le pouvoir des Seize se consolide à Paris, le roi, ayant fait de nombreuses concessions à la Ligue nobiliaire, convoque à Blois des états généraux (16 octobre 1588) à l'issue desquels il décide de faire périr le duc de Guise et son frère le cardinal (23-24 décembre 1588).
Quand elle parvient à Paris, la nouvelle de ce double assassinat met le peuple en armes. Tandis que la Ligue nobiliaire nomme le duc d'Aumale gouverneur de Paris, et que le duc de Mayenne, frère des deux Guise assassinés à Blois, prend le titre de lieutenant général de l'État et de la Couronne de France, les Seize, déjà maîtres des rouages de la ville, se dotent d'un conseil des Quarante (composé de 9 nobles, 7 ecclésiastiques et 24 roturiers) visant l'instauration d'une république municipale populaire et catholique. Ils noyautent l'appareil judiciaire et législatif, emprisonnent les membres du Parlement et procèdent à leur remplacement (janvier 1689) pour l'aligner sur les positions de l'Hôtel de Ville, où le pouvoir des Seize s'est installé. Dans chaque quartier est créé un conseil des Neuf (dirigé par un Seize siégeant au conseil des Quarante), qui absorbe les pouvoirs des quarteniers et ceux des commissaires du Châtelet, organisant ainsi la police, les élections et la justice.
Entre janvier et mars 1589, cette situation révolutionnaire s'accompagne de nombreux règlements de comptes et d'exactions. En août, les ligueurs parisiens proclament le cardinal de Bourbon comme nouveau roi de France sous le nom de Charles X. Pendant ce temps, Henri III, devenu allié objectif du roi de Navarre, combat à ses côtés pour reprendre sa capitale. Lorsque leurs armées conjointes commencent à se rapprocher de Paris, les ligueurs les plus durs et leurs prédicateurs attitrés lancent les Parisiens à la chasse aux tièdes, aux huguenots et aux « Politiques » (catholiques, mais royalistes).

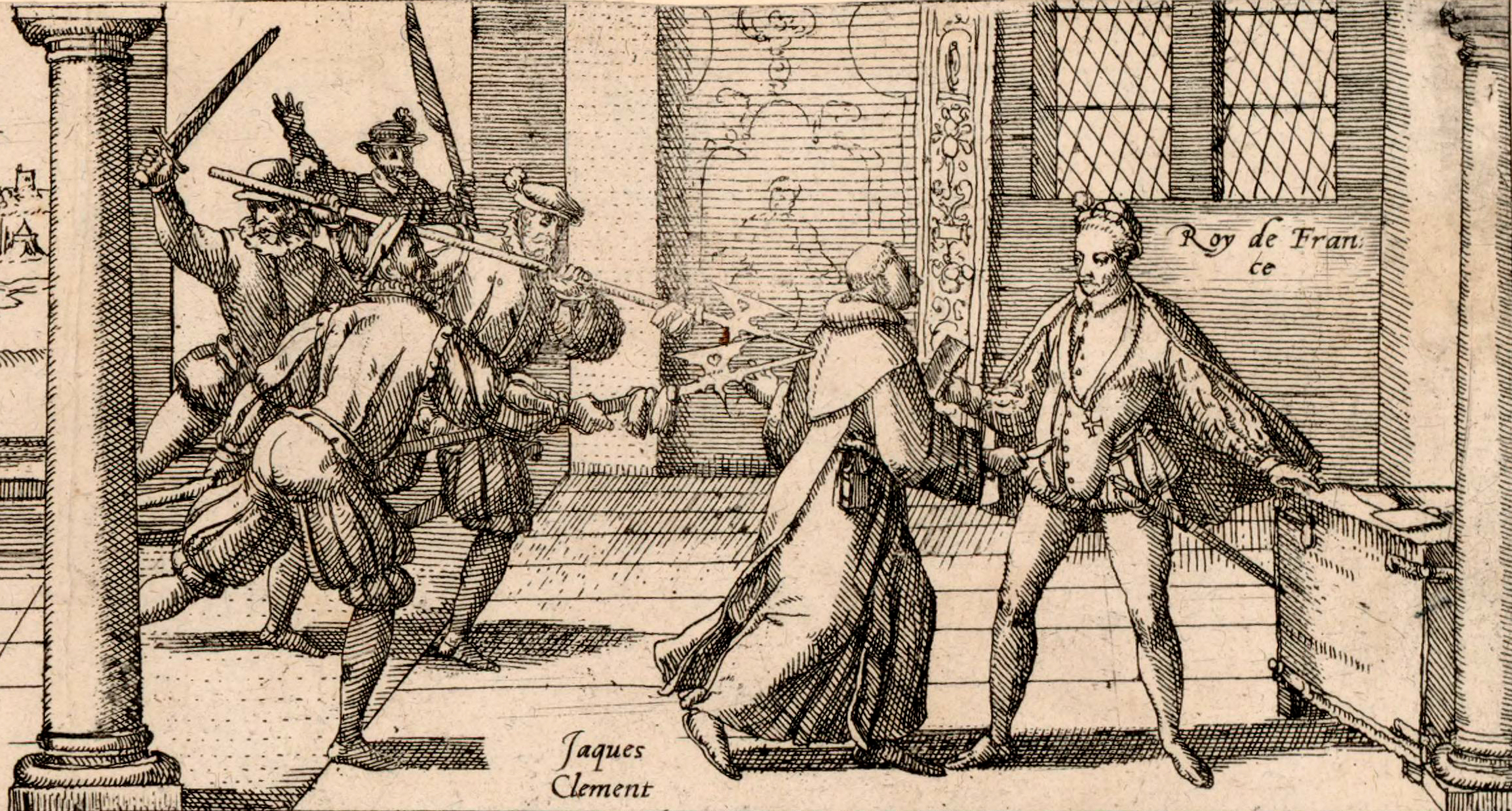
Assassinat du roi Henri III par le moine Jacques Clément. Détail d'une estampe gravée par Frans Hogenberg.

### Assassinat d'Henri III
Mais, alors que le roi campe à Saint-Cloud, le 1er août 1889, il est assassiné par Jacques Clément, un moine bénédictin venu lui présenter une lettre. Ce régicide, célébré par les Parisiens, éloigne un moment la menace qui pesait sur la ville, où chacun cependant redoute une traîtrise. Les dénonciations s'enchaînent, les arrestations et les exécutions se multiplient, tandis que le roi de Navarre — qu'Henri III mourant a désigné comme son successeur et qui a hérité de l'armée royale — un temps replié en Normandie, revient lentement vers Paris et y pénètre brièvement le 1er novembre 1689, pour contempler la ville du haut du clocher de Saint-Germain des Prés. Il met ensuite le siège devant Paris et, de mai à août 1590, affame la population pour obliger la capitale à se rendre.

### Siège de Paris
Le siège et ses privations exacerbent les tensions et les soupçons entre Parisiens. Alors que 30 000  Parisiens meurent de faim, les arrestations et les exécutions sommaires reprennent jusqu'à ce que les troupes espagnoles, venues au secours de Paris, délogent le roi de Navarre et soulagent la capitale (fin août 1590).

### Dissensions
La diplomatie espagnole, qui considère la possibilité de s'emparer du trône de France, mise, avec l'aide la Papauté, sur la fraction la plus dure des Seize. Des divisions apparaissent entre les « espagnolisés », ceux qui soutiennent les prétentions du jeune cardinal de Bourbon, et les partisans du jeune duc de Guise, tandis que les plus modérés considèrent avec intérêt les ouvertures du roi de Navarre, prêt à garantir la religion catholique et disposé à la conversion.
Dans ce climat délétère, les soupçons fleurissent et les accusations de trahison se multiplient à l'encontre du Parlement, de la justice et de la haute bourgeoisie parisienne.

### Exécution du président du Parlement de Paris

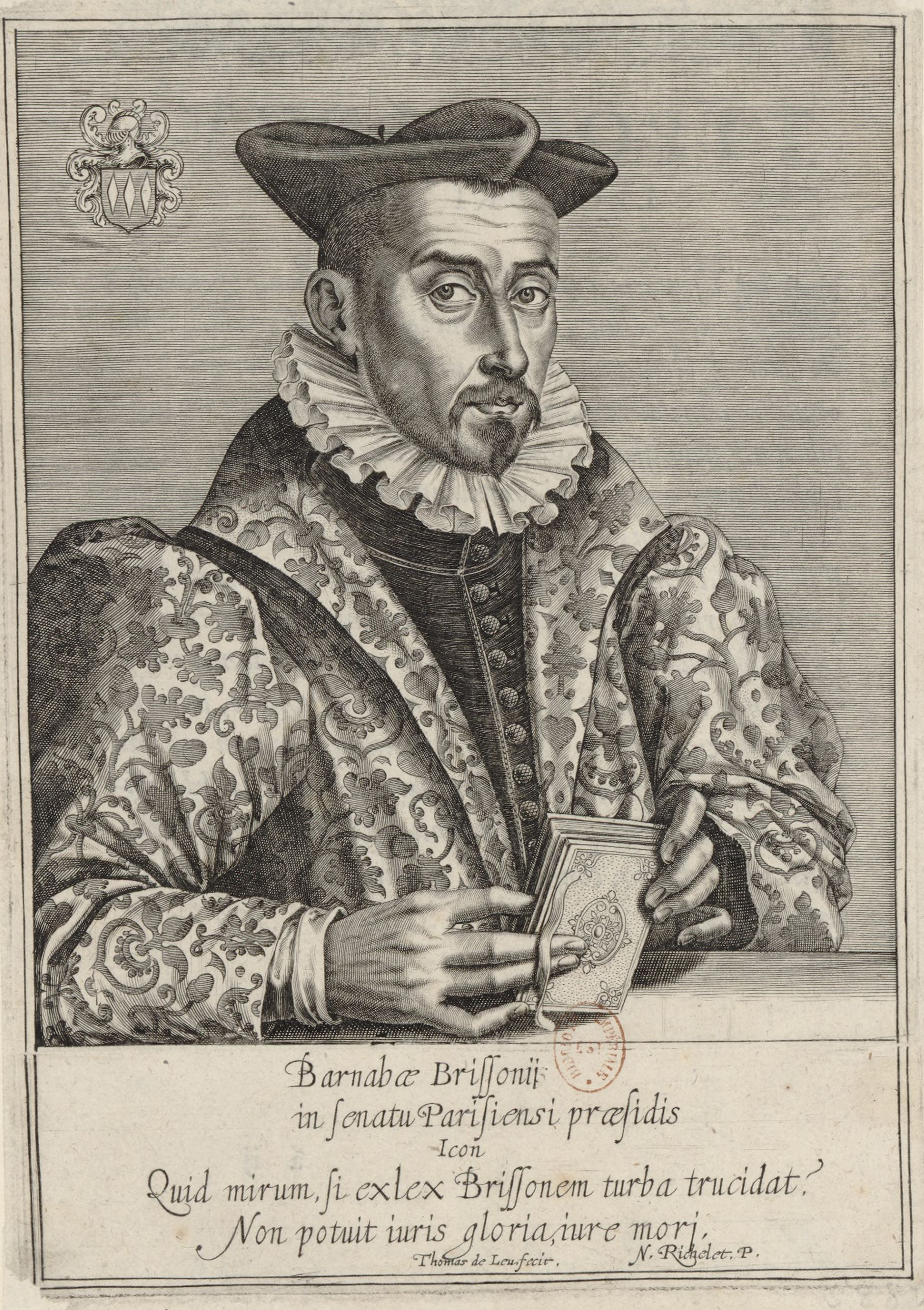
Portrait de Barnabé Brisson (1531-1591). Estampe du graveur Thomas de Leu (1555?-1612?).

Le 15 novembre 1591, après une succession de réunions secrètes et un simulacre de jugement, Barnabé Brisson, président du Parlement et premier magistrat de France, est pendu sur décision des Seize, en compagnie de Claude Larcher (conseiller au Parlement) et Jean Tardif du Ru (conseiller au Châtelet). Cette exécution, qui horrifie les modérés et la population, marque, pour le mouvement insurrectionnel, le début de la fin. La Ligue nobiliaire rompt définitivement avec la Ligue populaire. Une partie des ligueurs se désolidarise des Seize, dont les membres modérés s'opposent ouvertement au régime de terreur que cherchent à mettre en place les extrémistes. Ces derniers, toujours soutenus par les prédicateurs les plus fanatiques, lancent une chasse aux suspects, mettent sur pied une « chambre ardente » pour les juger, et font circuler une « liste rouge » portant le nom des Parisiens qui doivent être pendus (marqués d'un P sur la liste), dagués (D) ou chassés (C).
Alors que le roi de Navarre se réjouit des dissensions qui déchirent les Ligueurs parisiens après l'exécution de Brisson et de ses camarades, le duc de Mayenne revient à Paris le 28 novembre 1591, prend attache avec les ligueurs modérés, puis fait arrêter et pendre quatre Seize compromis dans cet assassinat : Louchard, Barthélémy Anroux (banquier), Jean Esmounot (procureur) et Nicolas Ameline (exécutés les 3-4 décembre). Déterminé à « affaiblir la puissance tyrannique des seize tribuns », Mayenne dissout le conseil de l'Union, nomme des affidés au Parlement et reprend progressivement le contrôle de la situation, tandis que la Ligue populaire se déchire et se défait.

### Négociations
Le 29 avril 1593 débute la conférence de Suresnes , durant laquelle une délégation parisienne sonde le roi de Navarre sur ses intentions pour le Royaume de France. Celui-ci les amuse de réponses dilatoires tandis que ses troupes progressent sur le terrain militaire. De leur côté, les états généraux de la Ligue cherchent des alternatives en la personne du duc de Mayenne ou, pour ce qui concerne les Seize « espagnolisés », de l'Infante d'Espagne, qu'ils imaginent (loi salique oblige) faire épouser au jeune duc de Guise, afin de le faire élire roi de France par leurs états généraux.
Le 25 juillet 1593, le roi de Navarre abjure finalement la religion protestante, accompagnant son geste d'une trêve de trois mois qui, améliorant le sort des Parisiens, lui gagne le soutien des modérés, de certains prédicateurs et de toute une population exténuée par des années de guerre et de privations. Les capitulations et les ralliements s'enchaînent jusqu'au sacre d'Henri IV le 1er mars 1594. À Paris, c'est le chant du cygne pour le parti insurrectionnel : entre deux règlements de comptes, les Seize établissent des listes de proscription, interdisent les réunions de plus de six personnes, enjoignent leurs adversaires de quitter la ville séance tenante, et tentent d'y faire entrer les troupes espagnoles.

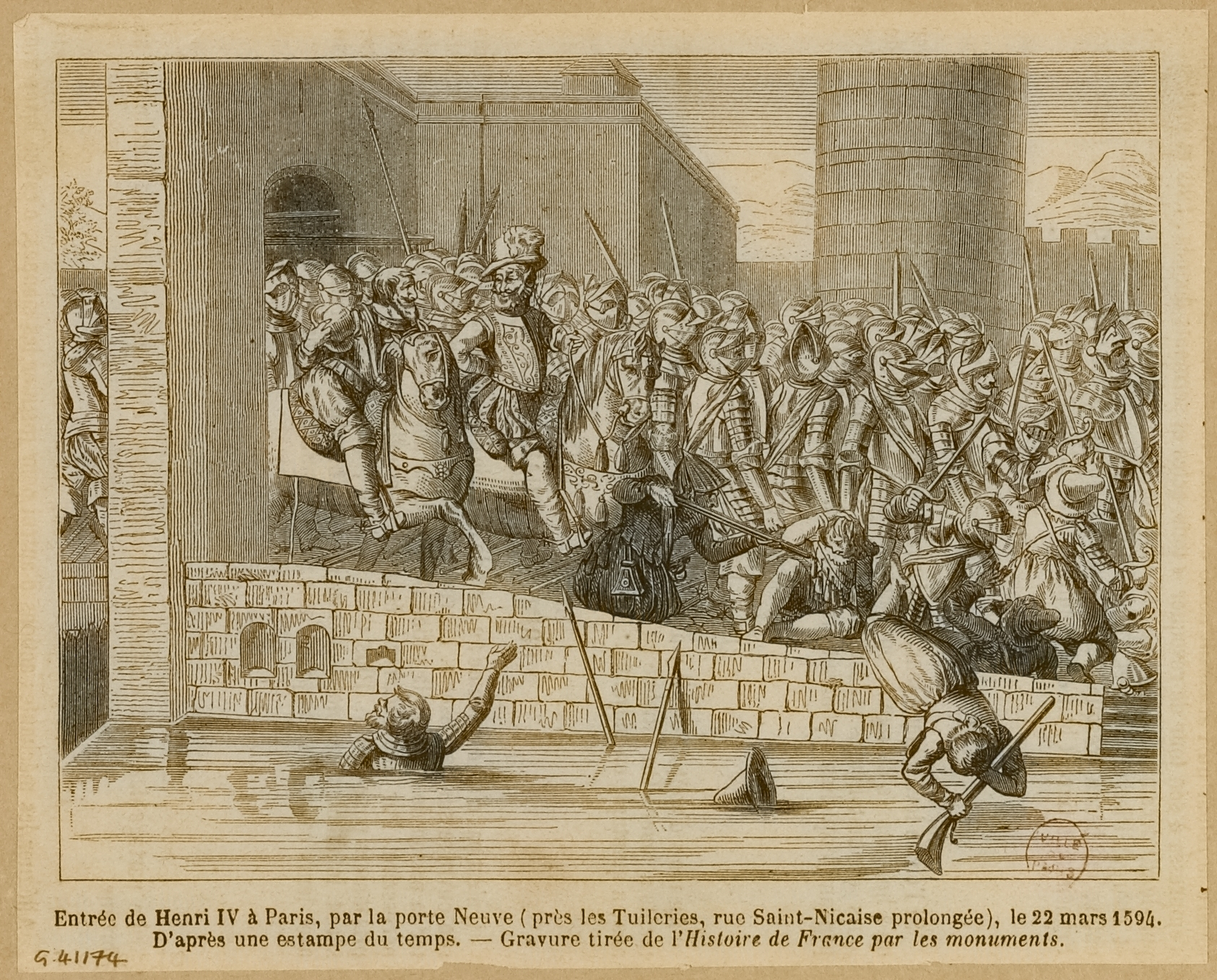
Entrée de Henri IV à Paris, par la porte Neuve. Musée Carnavalet.

### Entrée d'Henri IV à Paris et fin de la Ligue à Paris
Mais la population ne suit plus, et même les prédicateurs sont pour la plupart résignés. Le 22 mars 1594, les Parisiens accueillent finalement Henri IV, qui fait son entrée à Paris « sans sac ni effusion de sang ». Le roi amnistie immédiatement tous ceux qui ont participé à ces six années de troubles, à l'exception d'une centaine de personnes, dont la plupart se rachèteront plus tard au prix fort. Les plus enragés partiront dans les fourgons des Espagnols. S'ensuit une période de pacification et d'épuration, émaillée de quelques exécutions, de bannissements et de retours en grâce. Il faudra l'attentat manqué de Jean Chatel (27 décembre 1594) et le régicide commis par Ravaillac (14 mai 1610) pour rappeler que les partisans de la Ligue n'avaient pas renoncé à leurs projets.

## Interprétation
Les Seize sont considérés par certains historiens comme « la juxtaposition d'une société secrète et d'un large courant d'opinion », par d'autres comme une instance « plus totalitaire que révolutionnaire ». Le caractère clandestin de leur action a stimulé un imaginaire mêlant société secrète, signes de reconnaissance, cérémonials et serments solennels. La réalité est sans doute plus prosaïque et le cadre d'action des conjurés moins romantique.

## Sources
- Jacques-Antoine Dulaure, Histoire physique, civile et morale de Paris, vol. V, Paris, Guillaume, 1823 (lire en ligne), p. 65-68.
- Ludovic Lalanne, Dictionnaire historique de la France, vol. II, Paris, Hachette, 1877, p. 1649-50.